# カルロ・フェリーチェ・ディ・サヴォイア
カルロ・フェリーチェ（イタリア語：Carlo Felice Giuseppe Maria di Savoia、1765年4月6日 - 1831年4月27日）は、サルデーニャ王国の第6代国王（在位：1821年 - 1831年）。

## 生涯

### 生い立ち
第3代国王ヴィットーリオ・アメデーオ3世の11人の子供のうちの五男。母はスペイン王フェリペ5世の娘マリーア・アントニエッタ。1765年にトリノの王宮で生まれた。兄にはカルロ・エマヌエーレ4世やヴィットーリオ・エマヌエーレ1世らがいる。
誕生以来、彼はジェネヴェーゼ公爵の称号で呼ばれた。子供時代のカルロ・フェリーチェは、すぐ上の姉のマリーア・カロリーナや弟のモリアナ伯ジュゼッペとともに、モンカリエーリ城 (Castle of Moncalieri) で暮らした。
1796年、ナポレオン率いるフランス共和国軍がピエモンテを占領し、サヴォイア家の王族はトリノを追われる。
1807年3月7日、両シチリア王フェルディナンド1世（当時はシチリア王フェルディナンド3世）の娘であるマリア・クリスティーナと結婚した。

### 治世
カルロ・エマヌエーレ4世やヴィットーリオ・エマヌエーレ1世といった兄がおり、王位を継ぐ見込みは少ないように思えたが、カルロ・エマヌエーレには子供が出来ず、ヴィットーリオ・エマヌエーレの子供は娘ばかりだった（サリカ法により女子には王位継承権がない）。1821年、自由主義将校団を中心とした立憲革命の嵐の中でヴィットーリオ・エマヌエーレが退位すると、サリカ法の規定によって、すでに50歳を過ぎていたカルロ・フェリーチェが王位を受け継ぐこととなった。しかしこの時、カルロ・フェリーチェ本人はモデナにおり、遠縁の一族であるカリニャーノ公カルロ・アルベルトを摂政に任命した。カルロ・アルベルトは将校団と接触し、憲法制定を望む彼らの要求を受け入れた。これが1821年3月6日から14日の間に行われた。
しかし、自らの不在中に進められたこうした動きに対してカルロ・フェリーチェは否定的であり、トリノに到着した彼は一切の妥協を否定、秩序回復のためとしてオーストリア軍を導き入れた（結局彼らは1823年まで駐屯した）。さらに同じ年、カルロ・フェリーチェは、スペインの自由主義者の反乱の鎮圧に力を貸すためにスペインに赴いたが、こうしたことは国内の自由主義者の憎悪を集めることになった。ただ、この行動によってスペイン王の信頼を回復する。
カルロ・フェリーチェは実際反動政策を展開した。彼の見方によれば、フランス革命によって投げ入れられナポレオンによって拡散された、邪悪で冒涜的な「革新」を拭い去ることが当然であった。
1831年に死去した。カルロ・フェリーチェも男子を得なかったため、傍系のカリニャーノ公カルロ・アルベルトが王位を継承した。